# Neidhart von Reuental
Neidhart von Reuental va ser un dels trobadors alemanys (Minnesänger) més famosos. Va néixer a Baviera i va viure a Àustria. Fou actiu entre 1210 i 1240, ja en una època tardana del Minnesang. Neidhart és molt conegut per ser més aviat sarcàstic i còmic. D'aquest músic bavarès han sobreviscut més peces que de cap altre Minnesänger (55 amb música), mostrant un estil versàtil amb un marcat gust popular.